# Museo de Asuán
El Museo de Asuán es un museo en la Isla Elefantina, en el lado sureste de Asuán, Egipto. Abrió sus puertas al público en 1912 y conserva objetos arqueológicos nubios rescatados durante la construcción de la presa de Asuán. En 1990 un nuevo espacio fue habilitado para la exposición de nuevos objetos encontrados en la misma isla Elefantina, como utensilios,  armas, cerámicas y momias.
El museo está junto a las Ruinas de Abu, donde las excavaciones arqueológicas todavía siguen. El edificio del museo fue la casa de Horatio Kitchener , al que se le había regalado una isla en Asuán. Tiene un total de 3.328 objetos, casi todos encontrados en la isla o en la ciudad de los alrededores.